# منطقة خاصة للحفظ

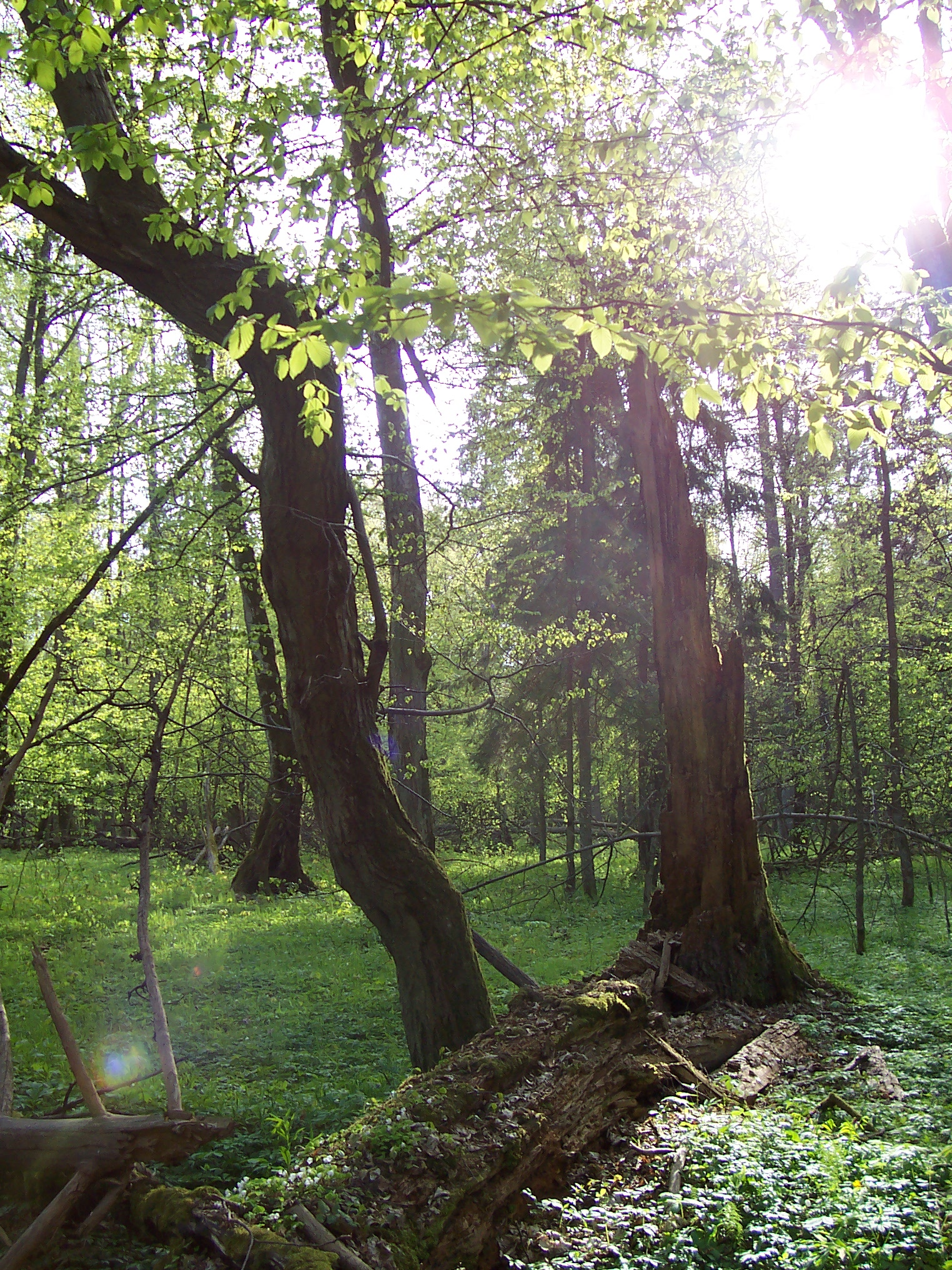

تُعرَف المنطقة الخاصة للحفظ (SAC) في توجيه موئل الاتحاد الأوروبي (92/43 / EEC) أيضًا باسم التوجيه بشأن الحفاظ على الموائل الطبيعية والحيوانات والنباتات البرية. بموجب التوجيه وجب عليهم حماية 220 موطنًا وحوالي 1000 نوع مدرج في المرفقين الأول والثاني من التوجيه والتي تعتبر ذات أهمية أوروبية وفقًا للمعايير الواردة في التوجيه. يجب أن يتم اختيارهم من قبل الدول الأعضاء وتعيين المناطق الخاصة للحفظ بموجب قانون يضمن تدابير الحفاظ على الموائل الطبيعية.